# 카토 토모코
카토 모모코(加藤智子,かとう ともこ, 1987년 4월 28일 - )는 일본 여성 아이돌 그룹 SKE48의 전 멤버이다.

## 개요
- 전 SKE48 팀KII 멤버.
- 2014년 9월 29일, SKE48 졸업.